# 프리먼 콜리시엄
프리먼 콜리시엄(영어: Freeman Coliseum)는 미국 텍사스주 샌안토니오에 위치한 실내 경기장이다. 과거 CHL 샌안토니오 이구아나스와 IHL 샌안토니오 드래건즈의 홈경기장으로, WNBA 샌안토니오 스타스의 임시 홈경기장으로 사용했다.